# Freya perelegans
Freya perelegans là một loài nhện trong họ Salticidae.
Loài này thuộc chi Freya. Freya perelegans được Eugène Simon miêu tả năm 1902.